# Kennedy Space Center Lanceercomplex 39
Lanceercomplex 39 (LC-39) is een groot lanceercomplex en onderdeel van het Kennedy Space Center op Merritt Island in Florida, Verenigde Staten. Het complex werd in de jaren 1960 gebouwd voor het Apolloprogramma met de draagraket Saturnus V, waarmee de historische vluchten naar de Maan werden gemaakt. Ook de Amerikaanse deelnemer aan het Apollo-Sojoez-testproject werd vanaf hier gelanceerd, evenals het Skylab-ruimtestation en de bemande vluchten daarheen. Daarna was het dertig jaar lang het lanceercomplex voor het spaceshuttleprogramma. 
Heden ten dage wordt platform A gebruikt voor al dan niet bemande lanceringen van SpaceX’ Falcon 9 en Falcon Heavy terwijl platform B wordt gebruikt voor lanceringen van NASA’s Space Launch System en eveneens beschikbaar is eventuele andere commerciële raketten die een passend mobiel lanceerplatform gebruiken.

## Planning en bouw
Vanaf 1961 begon NASA met het aankopen van grond ten noorden en ten westen van de Cape Canaveral Air Force Station voor de aanleg van wat later het Kennedy Space Center zou worden. Dit om de enorme raketten die nodig waren voor president Kennedy's plan om op de Maan te landen te kunnen lanceren. De militaire complexen die voor eerdere NASA-lanceringen werden gebruikt, waren niet geschikt voor dit kaliber raketten. Toen midden jaren 1960 de plannen van het Apolloprogramma vorm hadden gekregen werd met de bouw van het lanceercomplex aangevangen.
In de originele ontwerpen werden vijf lanceerplatforms voorzien. De bouw van platforms A, B, en C werd ingepland en platforms D en E waren een optionele uitbreiding. Platforms B en C werden daadwerkelijk gebouwd. Platform A werd geannuleerd, waarna platform C hernoemd werd tot A. Het complex bestond lange tijd uit deze twee platforms. Dat er meer platforms gepland waren, is nu nog te zien aan de knik naar rechts in de Crawlerway richting platform B. In de originele plannen was dit geen knik, maar een afslag naar platform B. De Crawlerway liep rechtdoor naar het noordelijkst geplande platform (E) met afslagen naar wat toen platform A en D moesten worden. De locatie waar het oorspronkelijke platform A was gepland is sinds 2017 gereserveerd voor de eventuele bouw van een nieuw lanceercomplex dat LC-49 gaat heten. Hoewel de platforms A en B in hun oorspronkelijke vorm identiek leken is platform B een stuk hoger dan platform A.

## Apollo

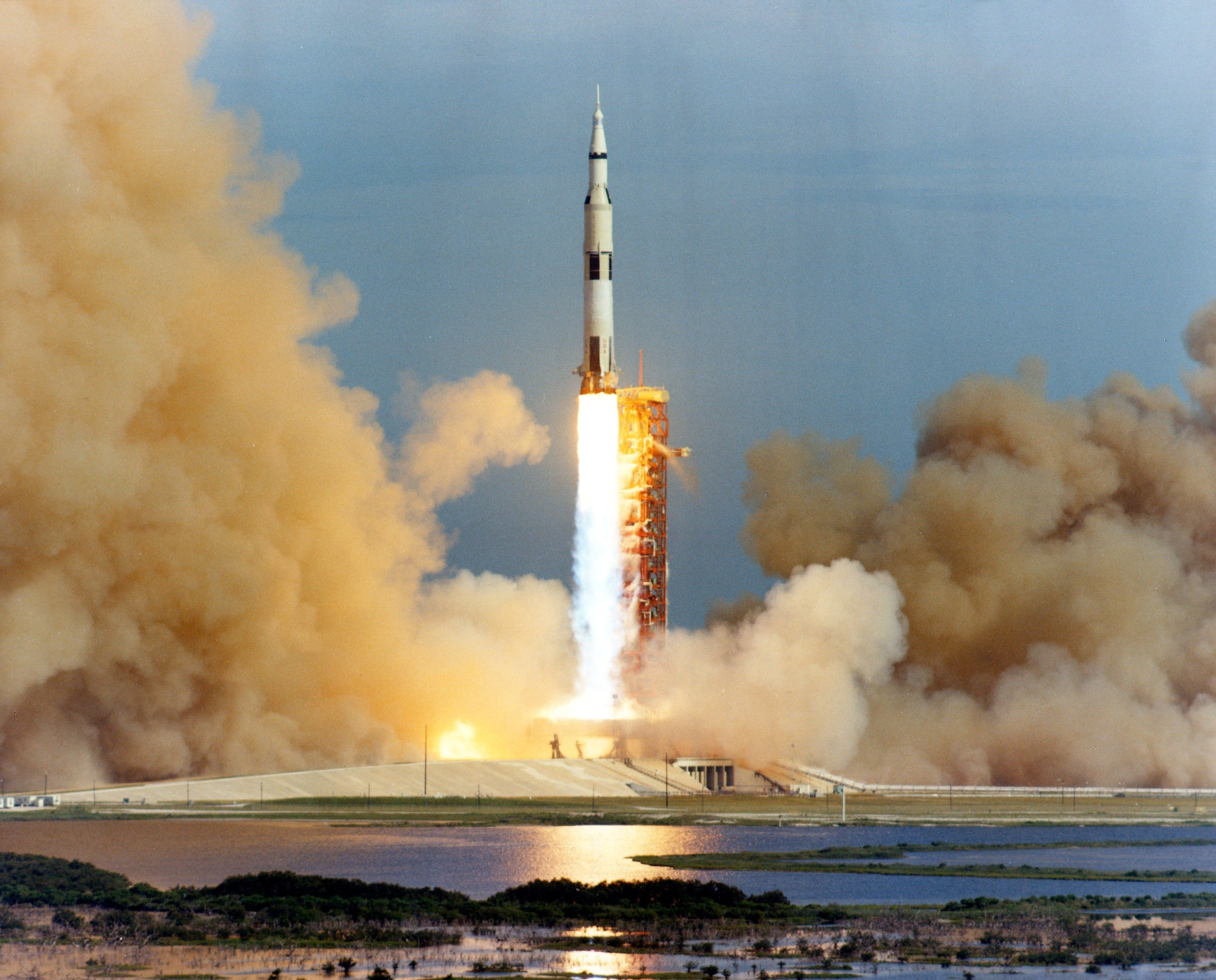
Lancering van maanmissie Apollo 15

Voor het Apolloprogramma werden de Saturnus V-maanraketten vanaf LC-39 gelanceerd. Dit waren de krachtigste raketten die ooit succesvol gevlogen hebben. De Saturnus V, met de Apollo CSM en later ook de maanlander aan boord, werd in het Vehicle Assembly Building geassembleerd. Zo kon men in een beschutte omgeving werken. Dan werd de raket in verticale positie op een mobiel platform geplaatst, waarop ook de lanceertoren stond. Dit geheel werd vervolgens op een van de twee crawler-transporters geplaatst om naar lanceerplatform A of B te worden gereden. Daar werd de Mobile Service Structure (MSS) tegen de raket aan geplaatst van waaruit technici de laatste voorbereidingen voor de lancering konden uitvoeren, zoals het plaatsen van ontstekingen in de motoren en veiligheidsexplosieven (die de raket konden opblazen wanneer de bemanningscapsule in geval van nood met zijn ontsnappingsmotor weg vloog van de draagraket). Na deze voorbereidingen werd de MSS weer weg gereden. Het verplaatsen van de MSS werd gedaan met behulp van een van de Crawler Transporters.

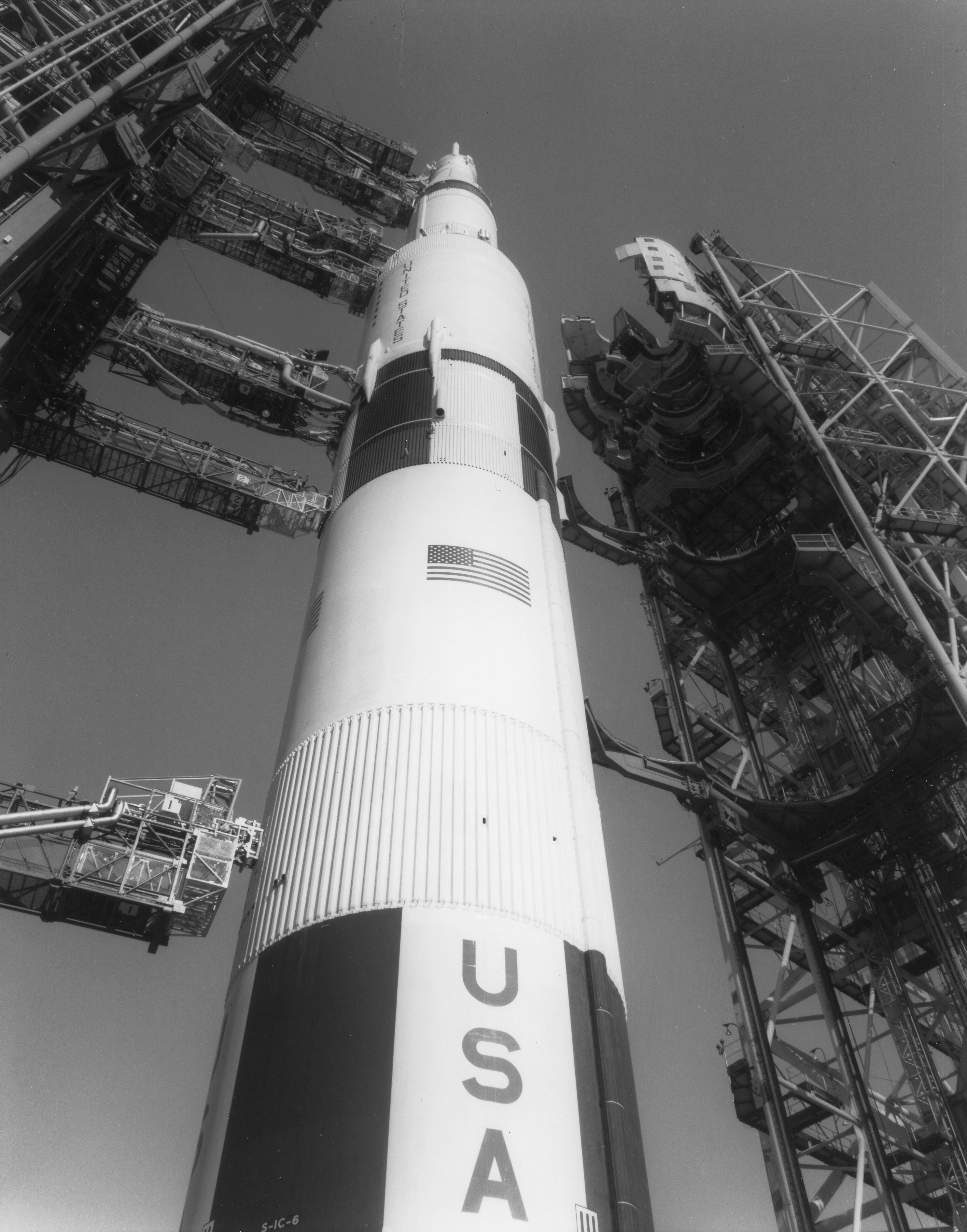
De Mobile Service Structure (rechts) rijdt weg van de Saturnus V en de lanceertoren (links).

Via een lift en een arm aan de lanceertoren kon de driekoppige bemanning dan op een hoogte van meer dan 100 meter de commandomodule binnengaan, waar ze in hun stoelen werden vastgesnoerd voor de lancering. Apollo 4 was de eerste lancering vanaf LC-39A en Apollo 8 was de eerste bemande lancering vanaf dit complex. Apollo 10 was de enige Apollovlucht vanaf platform B.

## Na Apollo

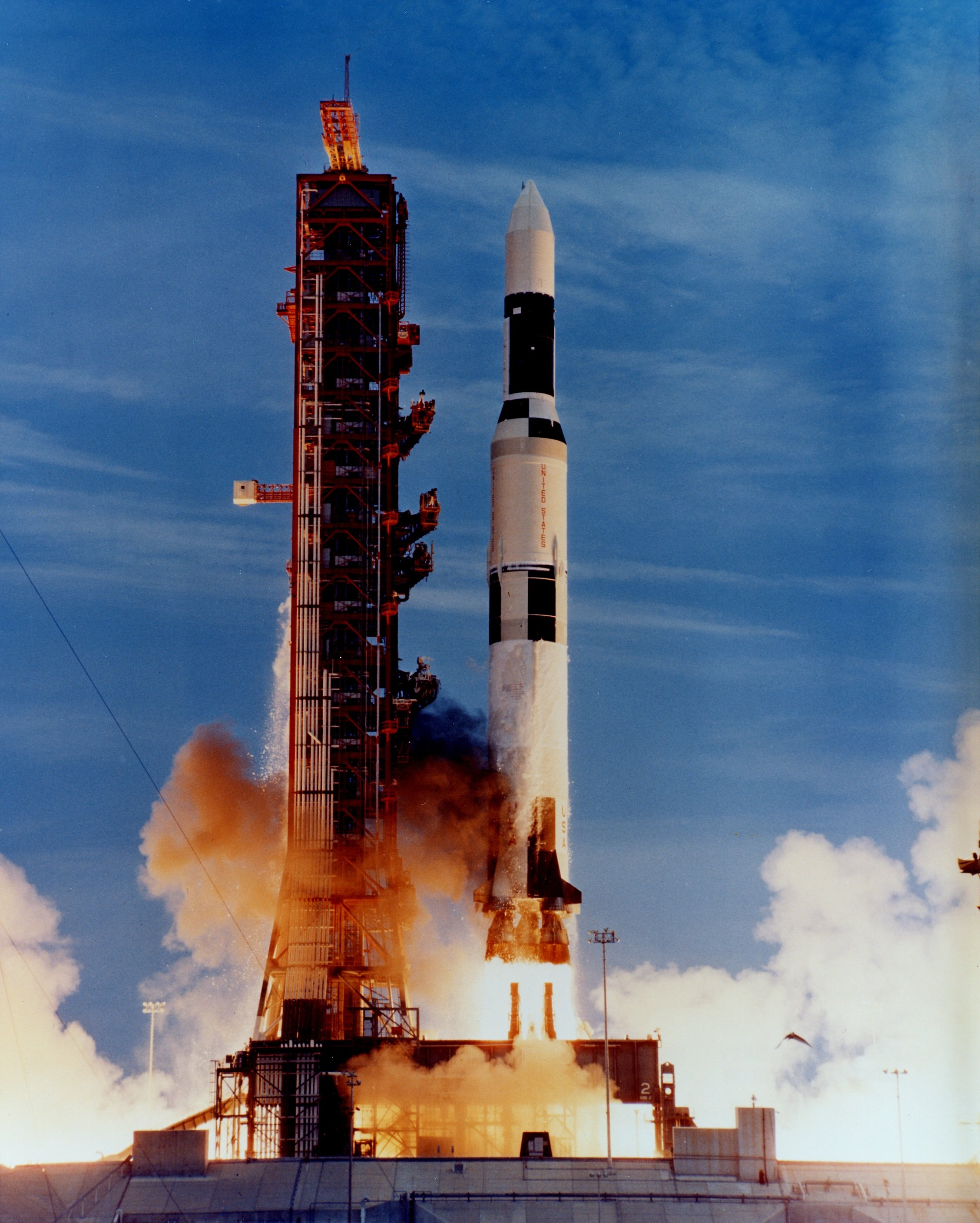
Met een aangepaste Saturnus V werd het Skylab-ruimtestation in een baan om de aarde gebracht

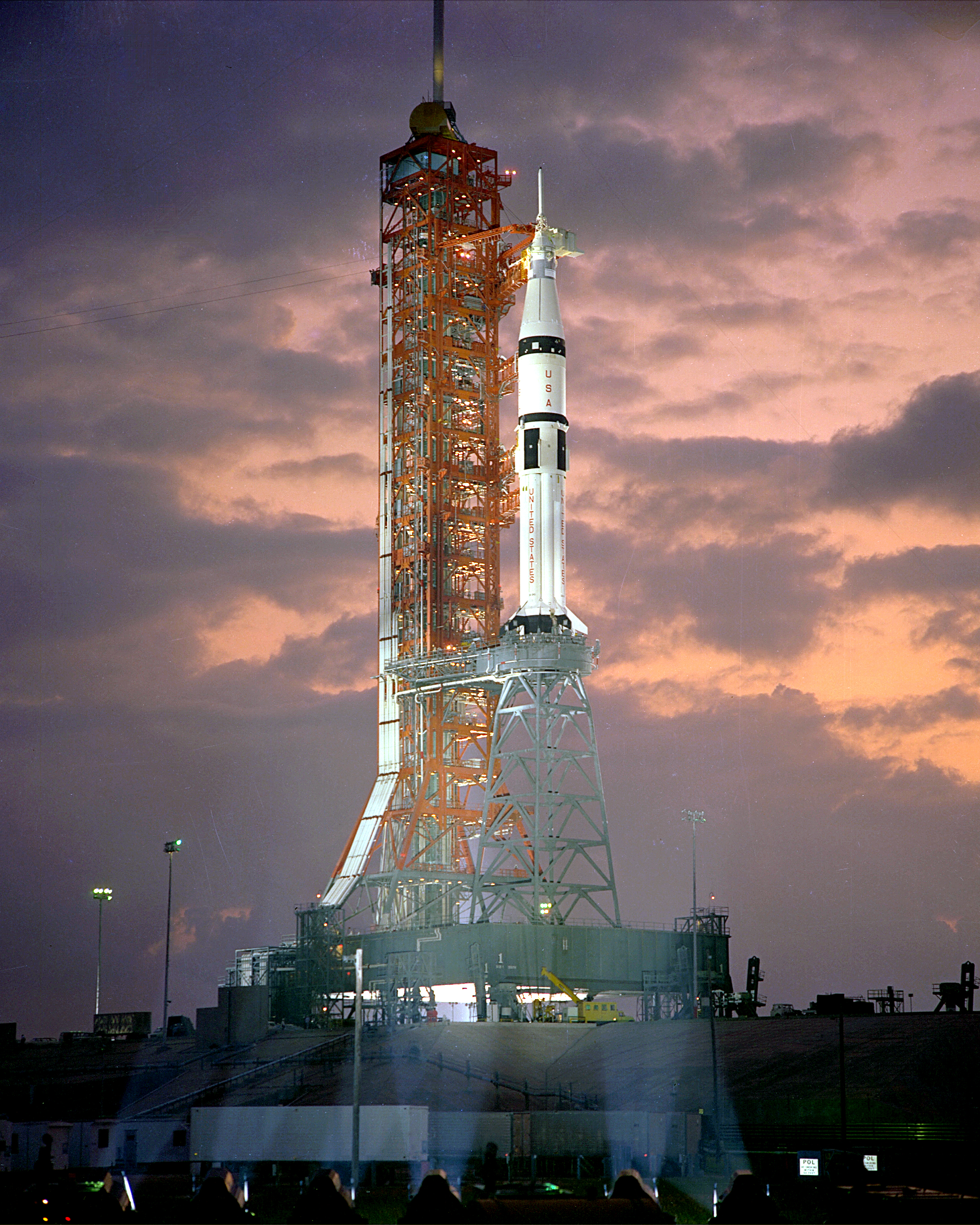
Een Saturnus IB op de milk stool

De vier bemande vluchten van de Skylab- en Apollo-Sojoezprojecten werden uitgevoerd met een Saturnus IB met daarop een Apollo-commandomodule. Omdat de eerdere lanceerinrichtingen voor de Saturnus IB op Cape Canaveral Air Force Station (LC-34 en SLC-37B) verlaten en ontmanteld waren en de Saturnus IB een stuk kleiner was dan de Saturnus V, moesten er wat aanpassingen op LC-39B plaatsvinden. Er werd een zogenaamde milk stool (vertaald melkkruk) op het mobiele lanceerplatform geplaatst om de Saturnus IB hoger te plaatsen, zodat de commandomodule en de tweede trap (die bijna identiek was aan de derde trap van de Saturnus V) zowel in het VAB als op de lanceerplaats op dezelfde hoogte als de aansluitingen en de toegangsarm van de lanceertoren kwamen.  
Het ruimtestation Skylab werd vanaf LC-39A gelanceerd. Om het Skylab zelf te lanceren werd een van het Apolloprogramma overgebleven Saturnus V aangepast. De derde trap, die tijdens maanmissies was bedoeld om uit een baan om de aarde te geraken, werd verwijderd en vervangen door het Skylab, dat op zijn beurt een omgebouwde tweede trap van een Saturnus IB was. Doordat de tweede trap van een Saturnus IB en de derde trap van een Saturnus V vrijwel identiek waren, paste dit naadloos op elkaar. 
Bijzonder was dat de raketten voor Skylab 1 en Skylab 2 gelijktijdig op platform A en B stonden. Er werden dan ook voor de gelegenheid Dual Countdown Demonstration Tests uitgevoerd om aan te tonen dat beide platforms en Firing Room-1 en -2 van het Launch Control Center gelijktijdig een aftelsequentie actief konden hebben.

## Spaceshuttle

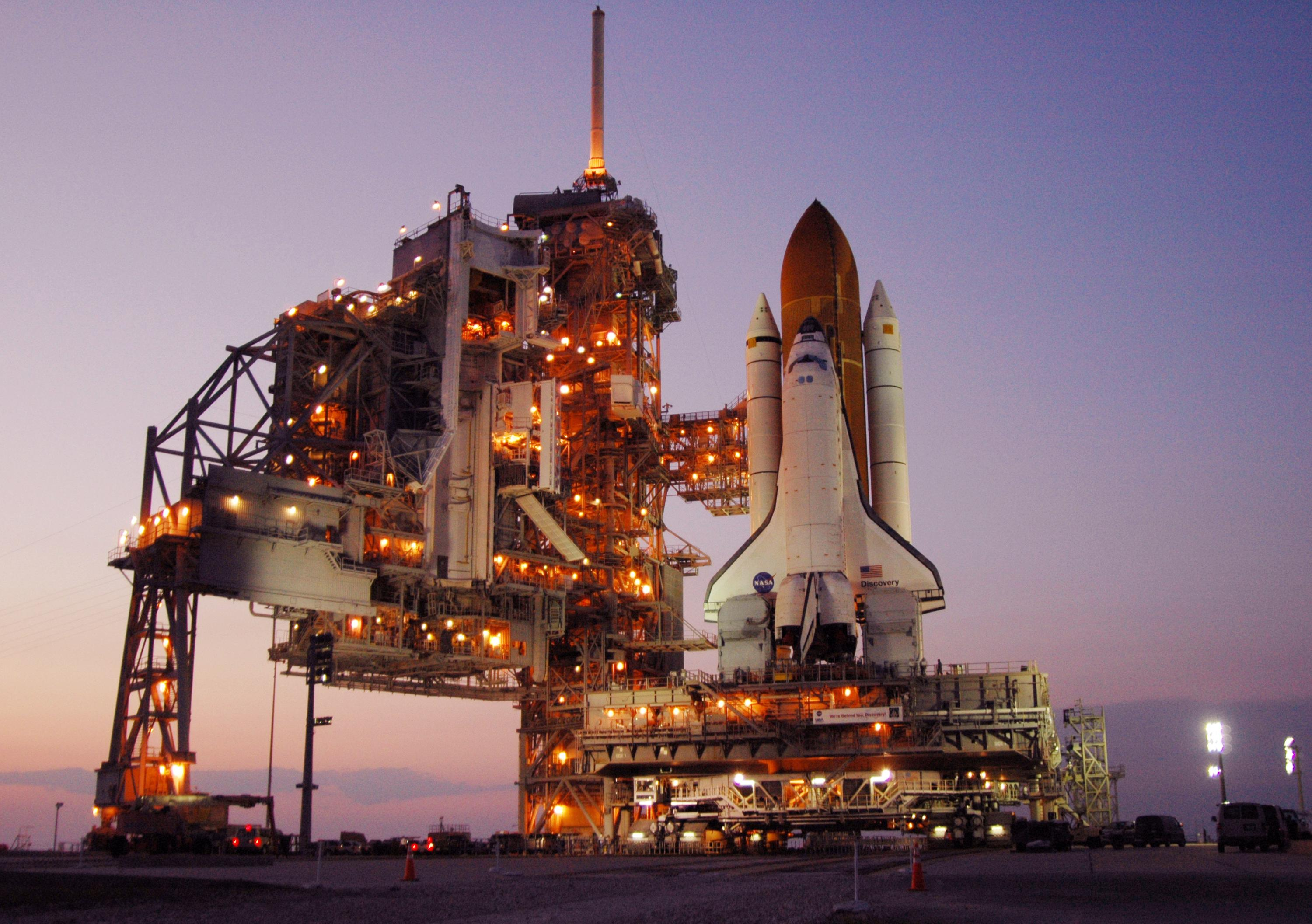
Spaceshuttle Discovery op LC-39B

Vanaf 1974, nadat de laatste Saturnus V (Skylab) vloog, begon de verbouwing van LC-39A voor de spaceshuttle die volgens de toenmalige planning al in 1979 had moeten vliegen. In 1975 werd de laatste Saturnus 1B voor het Apollo-Sojoezproject gelanceerd vanaf platform B. Er werd nog tot 1977 gewacht voor ook de verbouwing van platform B voor de spaceshuttle aanving. Dit was om een volgende president de ruimte te bieden de Saturnus-raketten weer in gebruik te nemen. In 1979 werd Spaceshuttle-prototype Enterprise voor het eerst op het complex 39A geplaatst voor een matingtest.
Waar voor de Saturnus-raketten de servicetorens en servicestructuur mobiel waren, werden voor het spaceshuttleprogramma uit twee delen bestaande, vaste torens geïnstalleerd, de zogenaamde fixed service structures, met de toegangsarm en de beany cap waarmee de externe tank van boven werd vastgehouden en de shuttle van externe elektriciteit werd voorzien. Delen van de fixed service structures werden overigens eerder gebruikt in de mobiele lanceertorens voor de Saturnus V en Saturnus IB. Opzij van de torens zat een draaibare constructie (de rotating service structure) die, wanneer er een shuttle op het platform stond, gebruikt kon worden om bij het vrachtruim te komen. De spaceshuttles werden op dezelfde mobiele lanceerplatforms, waarvan er drie waren gemaakt, geassembleerd, vervoerd en gelanceerd. Deze waren echter wel aangepast, met nieuwe vuurgaten en er stond geen toren meer op.
Op 12 april 1981 werd de eerste spaceshuttle, Columbia (STS-1), gelanceerd vanaf platform A. Na 23 succesvolle lanceringen werd in januari 1986 voor het eerst platform B gebruikt. Dat was voor de Challenger (STS-51-L), die 73 seconden na de lancering ontplofte als gevolg van een lekkende afdichtingsring in een van de boosters. De vluchten werden daarop tot september 1988 stopgezet. Daarna werd er opnieuw gelanceerd vanaf platform B. In januari 1990 werd platform A opnieuw in gebruik genomen.

## Constellationprogramma

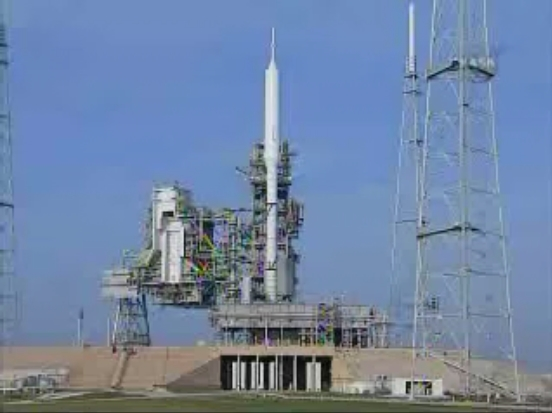
Voor Ares I-X werden maar kleine aanpassingen aan LC-39B gedaan omdat het spaceshuttleprogramma nog niet was afgerond

Een doel van het Constellationprogramma was het spaceshuttleprogramma te hervatten en gelijktijdig een opvolger voor de shuttle te ontwikkelen. Toen het spaceshuttleprogramma op zijn einde liep, werd platform B aangepast voor een combinatie van draagraket Ares I en ruimteschip Orion, die de opvolgers van de shuttle hadden moeten worden. De laatste spaceshuttlevlucht die vanaf platform 39B werd gelanceerd was STS-116 in 2006, die werd uitgevoerd met de Discovery. In mei 2009 stond de Endeavour lanceerklaar op LC-39B voor een eventuele reddingsvlucht STS-400 mocht er iets mis gaan tijdens de risicovolle vlucht STS-125. 
In oktober 2009 werd de enige proefvlucht van de Aresraket, genaamd Ares I-X, er gelanceerd. Voor deze vlucht was de belangrijkste aanpassing dat de enkele bliksemafleider van de spaceshuttle-servicetoren werd verwijderd en vervangen door drie hogere bliksemafleiders. Bij deze lancering smolt een deel van de bedrading van het spaceshuttlelanceersysteem, dat op dat moment ook nog operationeel was. 
In 2010 werd de Ares I samen met het Constellationprogramma wegens hoge kosten en verandering van doelen en inzichten geannuleerd. De sloop van de spaceshuttlegerelateerde constructies op platform B begon in september 2010. Platform A bleef tot en met de laatste shuttlelancering in 2011 in gebruik.
Bijzonder aan de nooit uitgevoerde Constellation-plannen voor LC-39B was dat de lanceertoren van de Ares I met een soort rollercoaster zou worden uitgerust waarmee astronauten in een noodsituatie naar de schuilbunker naast het platform hadden kunnen komen.

## SLS/Orion en commercieel gebruik
Na de beëindiging van het spaceshuttleprogramma in 2011 en het afblazen van het Constellationprogramma en de daarbij behorende Ares I een jaar eerder, gebeurde er enkele jaren niets op lanceercomplex 39. Inmiddels hebben beide lanceerplaatsen een nieuwe functie gekregen. Voor het eerst worden de lanceerplaatsen nu niet meer voor dezelfde rakettypes ingericht en zijn ze dus geen exacte kopieën meer van elkaar.

### Platform A

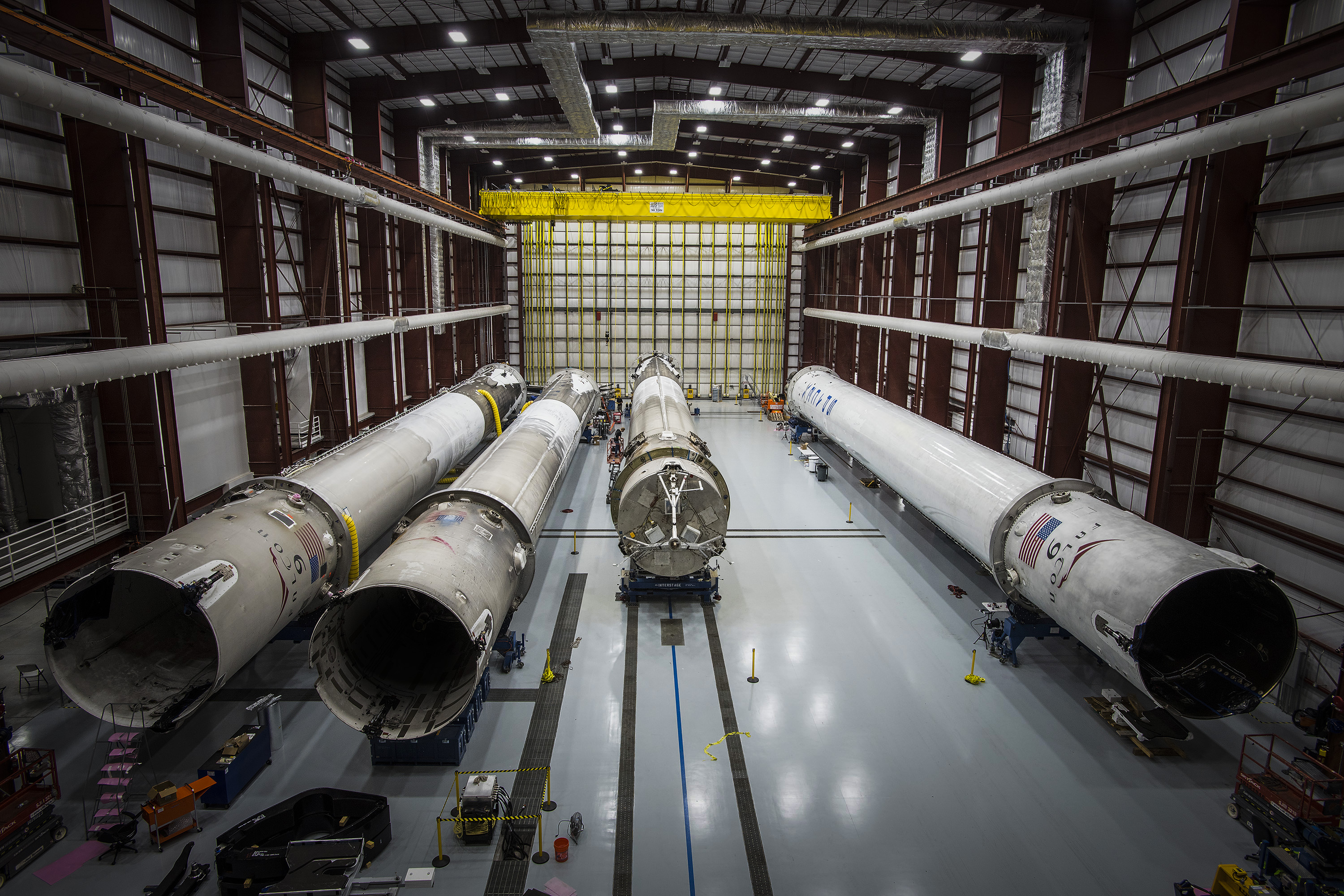
In mei 2016 werd de vierde gelande Falcon 9-booster voor tijdelijke opslag bij de eerder gelande boosters in SpaceX' nieuwe horizontal integration facility op LC-39a geplaatst

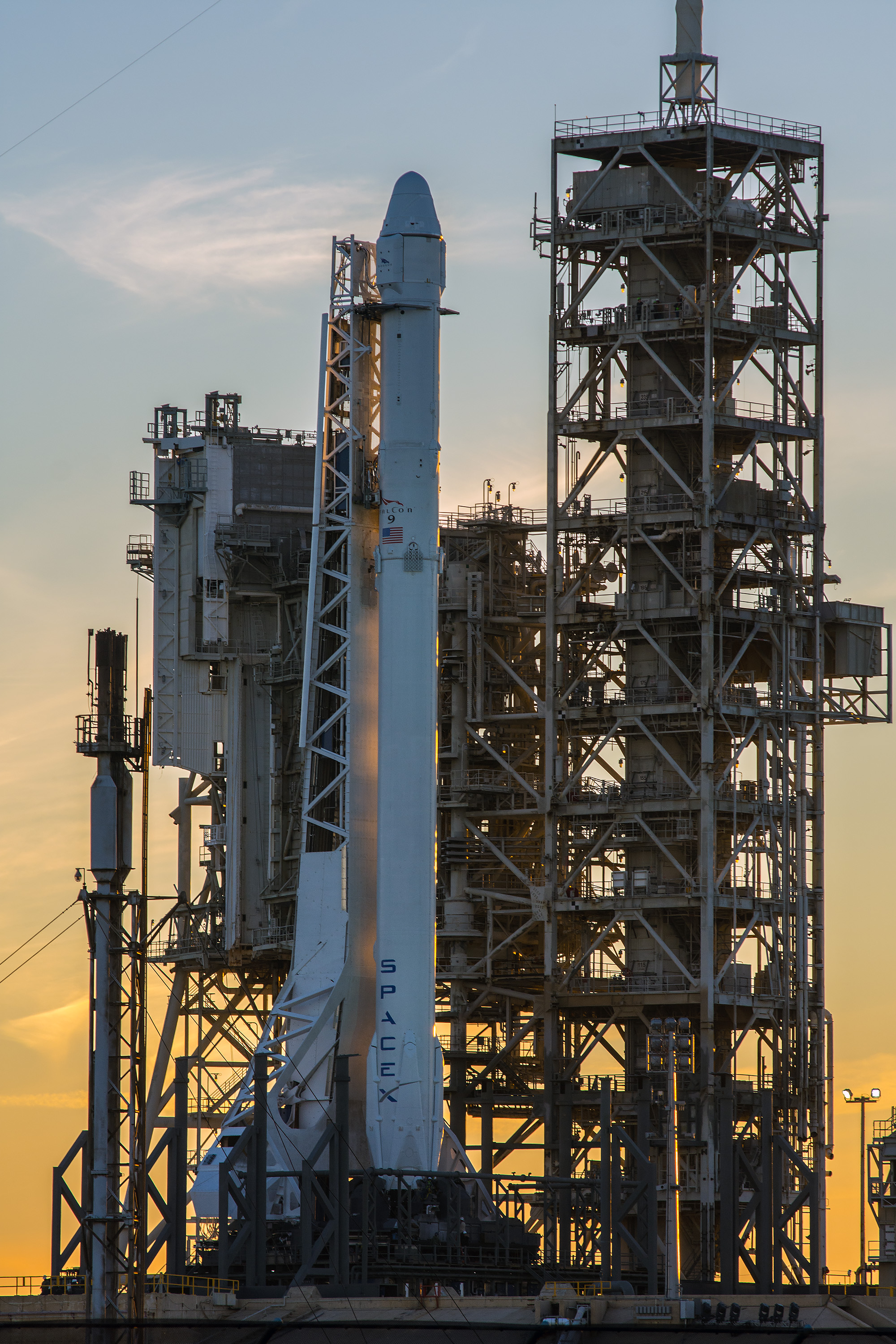
In februari 2017 stond voor het eerst een Falcon 9 op LC-39A klaar voor de lancering van Dragonmissie CRS-10. De inmiddels afgebroken Rotating Service Structure was toen nog grotendeels intact.

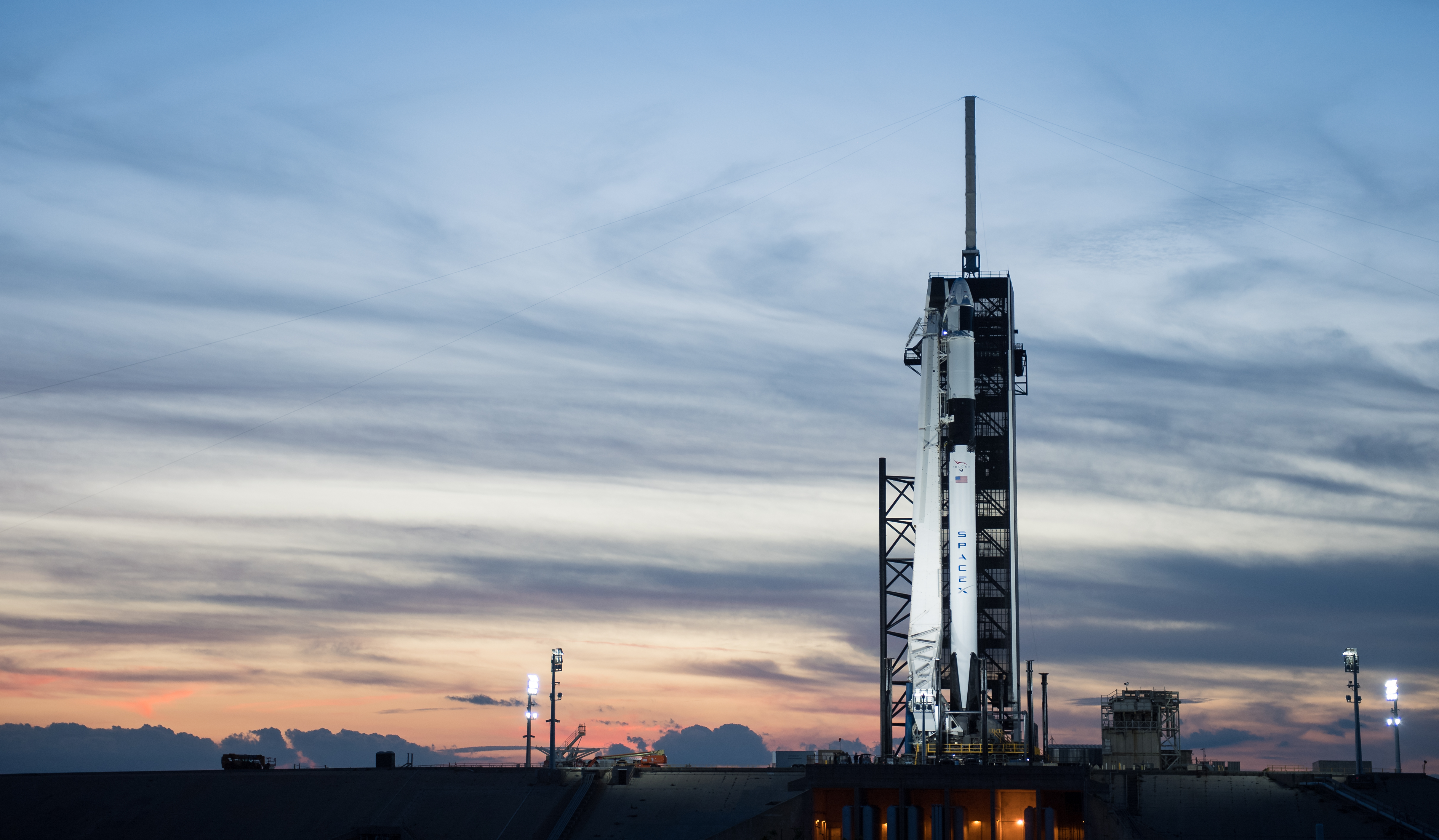
Twee jaar na de ingebruikname door SpaceX was het aanzicht van LC-39A flink veranderd. Deze foto is van Crew Dragon testvlucht SpX-DM1

Sinds 2014 wordt platform 39A gehuurd door SpaceX, dat het heeft verbouwd tot een lanceerplaats voor bemande vluchten van Falcon 9-draagraketten met de Dragon 2-capsule (alias Crew Dragon). Daarnaast worden ook Falcon Heavy-raketten vanaf platform A gelanceerd en is het platform beschikbaar voor onbemande vluchten die SpaceX niet op het druk bezette SLC-40 kwijt kan. 
Hoewel SpaceX in eerste instantie zoveel mogelijk van de historische spaceshuttlelanceerinstallatie wilde behouden, is daar om veiligheidsredenen van afgezien. Het laten staan van deze stalen installatie zou veel onderhoud betekenen, aangezien de zoute lucht van de Atlantische Oceaan – die slechts enkele honderden meters verderop ligt – snelle roestvorming veroorzaakt. Loskomende onderdelen zouden een gevaar voor te lanceren raketten vormen. De draaiarm (rotating service structure) wordt daarom gedemonteerd en opgeslagen tot er een functie voor gevonden is. 
In de zomer van 2017 was de RSS reeds gereduceerd tot een geraamte. De verwachting is dat de afbraak in november 2017 voltooid is. De crew access tower wordt wel hergebruikt, maar deze wordt van een nieuwe toegangsarm voorzien.
In februari 2016 werd complex 39A officieel operationeel. Operationeel hield dat in dat er technisch gezien Falcon 9- en Falcon-raketten gelanceerd konden worden. De verbouwingen waren echter nog niet klaar. Zelfs na de eerste lancering in 2017 ging dit werk nog door. Zo moeten de systemen voor bemande vluchten nog afgebouwd worden en zal de crew access tower nog van beschermende beplating worden voorzien. Het demonteren van de rotating service structure begon in het voorjaar van 2016 en werd in april 2018 afgerond. Van december 2015 tot halverwege 2016 werd de hangar die SpaceX aan de rand van LC-39A bouwde gebruikt voor opslag en onderzoek van gelande boostertrappen. In mei 2016 lagen er tijdelijk vier gebruikte Falcon 9-boosters in de hangar, die sinds januari 2017 als horizontale integratiefaciliteit wordt gebruikt, opgeslagen. 
Na het ongeluk met SpaceX-vlucht Amos-6 in september 2016 op SLC-40, dat grote schade opliep, werd besloten alle geplande Falcon 9-lanceringen voorlopig naar LC-39A te verplaatsen en het platform versneld gereed te maken. In februari 2017 was platform A pas echt gebruiksklaar. De oorzaak van het ongeluk was in de tussentijd gevonden en verholpen. Op 6 januari 2017 gaf de FAA al toestemming voor zeven SpaceX-lanceringen vanaf Vandenberg Air Force Base. Op 10 februari was de eerste roll out van een Falcon 9 in voorbereiding op deze lancering. Na een generale repetitie met een static fire twee dagen later werd de raket terug in de horizontale integratiewerkplaats gebracht alwaar de Dragon op de raket werd gemonteerd voor de definitieve lancering. De definitieve vergunning van de FAA voor de eerste Falcon 9-lancering vanaf LC-39A kwam op 17 februari 2017. De eerste lancering vanaf LC-39A was op 19 februari 2017. Dit betrof Dragon-missie CRS-10. Een dag eerder werd een lanceerpoging wegens technische problemen van de raket 13 seconden voor de geplande lancering gestopt.
De transporter/erector/launcher (TEL) van LC-39a rijdt op rails en niet op eigen kracht, maar hij wordt door een lier getrokken. Hierin wijkt deze TEL af van die op andere lanceerinstallaties van SpaceX. De strongback is de eerste strongback van SpaceX met een zogenaamd "retraction frame". Dat houdt in dat deze niet volgens de eerder gebruikelijke methode een minuut voor de lancering 10 graden wordt weggekanteld, maar slechts 1 graad. Pas op het moment van de daadwerkelijke lancering wordt deze zo’n 45 graden weggekanteld, waarbij de strongback ook een enkele meters van de raket wegrijdt. Dit "retracktion frame"-systeem maakt dat er minder schade door de hete uitstoot van de raket aan de strongback wordt toegebracht, en de "umbillicals" (de kabels en slangen waardoor men de raket van externe elektriciteit voorziet en met brandstof vult) kunnen door de hoek van 1 graad korter zijn waardoor ze na het afkoppelen minder hard tegen de strongback klappen. Ook op het vernieuwde SLC-40 kreeg in 2017 een strongback met een soortgelijk retraction frame. Op Vandenberg SLC-4E is nog het oude protocol in gebruik.
Op 3 juni 2017 werd met SpaceX-vlucht CRS-11 voor de honderdste keer een raket vanaf LC-39A gelanceerd. SpaceX is in staat gebleken ongeveer elke twee weken een Falcon 9 vanaf LC-39A te lanceren.
De verwachting was dat na enkele lanceringen de meeste generale repetities in de toekomst weer met lading zullen plaatsvinden. Dit gebeurde echter in 2017 nog bij geen van de achttien Falcon 9-lanceringen.

#### Introductie Falcon Heavy

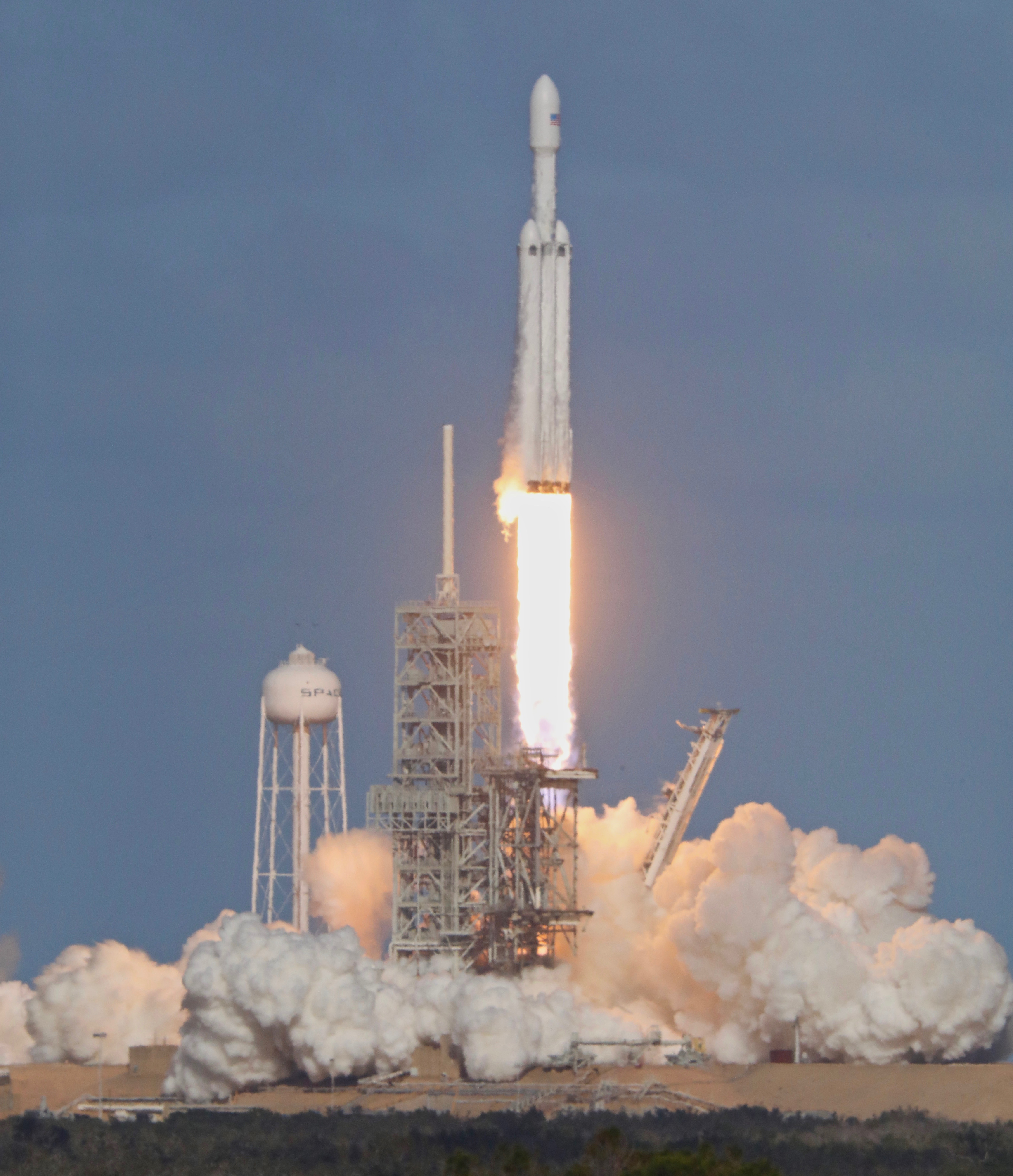
De lancering van de FalconHeavy demonstratievlucht vanaf platform A

De inauguratievlucht van de Falcon Heavy was op 6 februari 2018. De rakettrappen voor deze vlucht waren in de loop van 2017 in de hangar van LC-39A aangekomen. Ook werden in het najaar van 2017 enkele aanpassingen en upgrades ten behoeve van de Falcon Heavy aan de lanceerinstallatie van platform A uitgevoerd. Eerder meldde SpaceX dat deze aanpassingen waarschijnlijk zo'n 60 dagen in beslag zouden nemen en zouden beginnen zodra de normale Falcon 9-lanceringen terug naar (het in reparatie zijnde) SLC-40 verplaatst zijn (sinds 15 december 2017). Sinds de zomer van 2017 werd echter tussen de lanceringen door aan platform A gewerkt.  Dit zou de tijd dat het platform inactief was flink verkorten. 
Op 28 december 2017 werd de Falcon Heavy voor het eerst verticaal op het lanceerplatform geplaatst en op 24 januari 2018 ontbrandden voor het eerst de 27 Merlin 1D-motoren van de core-boosters.

#### Commercial Crew
Na de eerste Falcon Heavy-vlucht werd verder gegaan met het klaarmaken van platform-A voor de Crew Dragon en werden daar weinig lanceringen uitgevoerd omdat SLC-40 daarvoor weer beschikbaar was. Wel werd de eerste Block-5-uitvoering van de Falcon 9 vanaf LC-39A gelanceerd. Op 20 augustus 2018 werd de futuristisch ogende toegangsarm voor de Crew Dragon aan de voormalige Spaceshuttle-lanceertoren bevestigd. Musk bevestigde op Twitter dat het plan om beplating op de toren aan te brengen nog steeds op de planning staat. “Het zou er anders niet uitzien” waarmee Musk lijkt te wijzen op het stijlverschil tussen de uit de jaren 1960 stammende H-balkenconstructie en de nieuwe toegangsarm. 
Op 3 januari 2019 werd een Falcon 9 met Crew Dragon op het platform geplaatst en de toegangsarm aangesloten voor een mating test. De static fire test volgde drie weken later. De eerste onbemande testvlucht van de Crew Dragon werd op 2 maart 2019 gelanceerd. Na flink wat vertraging door een ongeluk tijdens een grondtest waarbij de Crew Dragon ontplofte werd in januari 2020 vanaf 39A een succesvolle inflight abort test uitgevoerd wat de weg vrijmaakte voor SpX-DM2, de eerste bemande Crew Dragon-vlucht die op 30 mei 2020 werd gelanceerd. Op 15 november 2020 (lokale tijd) werd de eerste Crew Dragon er met een volledig missionaire gelanceerd. 
Op 6 december 2020 werd de eerste Cargo Dragon, de vrachtvariant van de Dragon 2, vanaf LC-39A gelanceerd. Deze worden in tegenstelling tot z’n voorganger de Dragon 1 niet vanaf andere platforms gelanceerd. De Crew Access-arm van platform A biedt namelijk de mogelijkheid tot enkele uren voor de lancering nog vracht aan boord te brengen. Bij de Dragon 1 kon dat alleen met de raket in horizontale stand met een speciaal Late Loader-voertuig, en moest dat dus eerder gebeuren; voordat de raket overeind werd gezet. 
Bij de ingang van de toegangsarm hangt de telefoon die ook bij de toegangsarmen voor Apollocapsules en Spaceshuttles hing waarmee ruimtevaarders hun laatste telefoontje voor vertrek kunnen plegen. Net buiten complex A is het Falcon Support Building gevestigd waarin commerciële ruimtevaarders hun ruimtepakken aantrekken. Voor Commercial Crew-vluchten gebeurt dat 13 kilometer verderop in NASA’s Astronaut Crew Quaters. Voor DM2, de eerste bemande vlucht van SpaceX werd ook Firingroom 4 van NASA’s Launch Control Center door SpaceX in gebruik genomen. Hiervandaan worden naast de lanceringen vanaf complex 39A ook de lanceringen vanaf complex 40 aangestuurd.

#### Bouw mobiele integratietoren
In januari 2020 kondigde SpaceX de bouw van een mobiele integratietoren voor verticale plaatsing van satellieten op de Falcon 9 en Falcon Heavy aan. Deze toren zal over de raket heen worden geplaatst waardoor de neuskegel met daarin de satelliet niet hoeft worden gekanteld om op de raket te worden gemonteerd. Met name bij zeer gevoelige spionagesatellieten van de NRO is dat van groot belang. De toren, die hoger wordt dan de toegangstoren, zal de verticaal geplaatste raketten ook tegen orkanen en van de vijfde categorie kunnen beschermen. Op 12 juli 2021 bleek uit satellietfoto’s van Sentinel-2 dat er voorbereidende bouwactiviteiten werden ontplooid op de locatie van de geplande integratietoren. Sindsdien is daar weinig gebeurd.

#### Starship
In augustus 2019 heeft SpaceX bouwvergunningen aangevraagd om op LC-39A ook een lanceerinstallatie te bouwen voor hun volgende generatie raketten: Starship. De plaats waar die raketten zullen worden geplaatst ligt enkele tientallen meters ten zuidwesten van de plek waar de Falcon-raketten worden gelanceerd. Daarvoor wordt dus een nieuwe vuurgoot en een nieuw landingsplatform aangelegd waarmee een grote verandering voor het complex op stapel staat. Door deze tactiek kan SpaceX de Falcon-raketten blijven gebruiken naast de Starship-raketten. 
Op 14 september 2019 werden door fotografe Jullia Bergeron bouwactiviteiten op de locatie van het geplande Starship-platform waargenomen. Er werd eind 2019 gebouwd aan dat Starship-platform, maar SpaceX heeft alle Starship-activiteiten voorlopig naar hun basis in Boca Chica verplaatst en de bouw van het Starshipplatform was in 2020 niet meer gevorderd. In november 2021 werd een deel van de eerder gebouwde infrastructuur weer ontmanteld. 
Op 3 december 2021 gaf Elon Musk aan die dag te zijn begonnen met de bouw van het Starship-platform op complex 39A. Het Starshipplatform wordt nu gebaseerd op het complex dat in Boca Chica wordt gebouwd maar zal enkele verbeteringen bevatten. De komst van dit platform brengt risico’s met zich mee. Een exploderend Starship zou mogelijk de Falcon-installatie kunnen beschadigen. Daarom heeft SpaceX aan NASA voorgesteld op hun andere Falcon-platform in Florida, SLC-40, een tweede toegangstoren voor Dragon 2-capsules te bouwen en zo de doorgang van deze voor NASA essentiële lanceringen te kunnen garanderen.

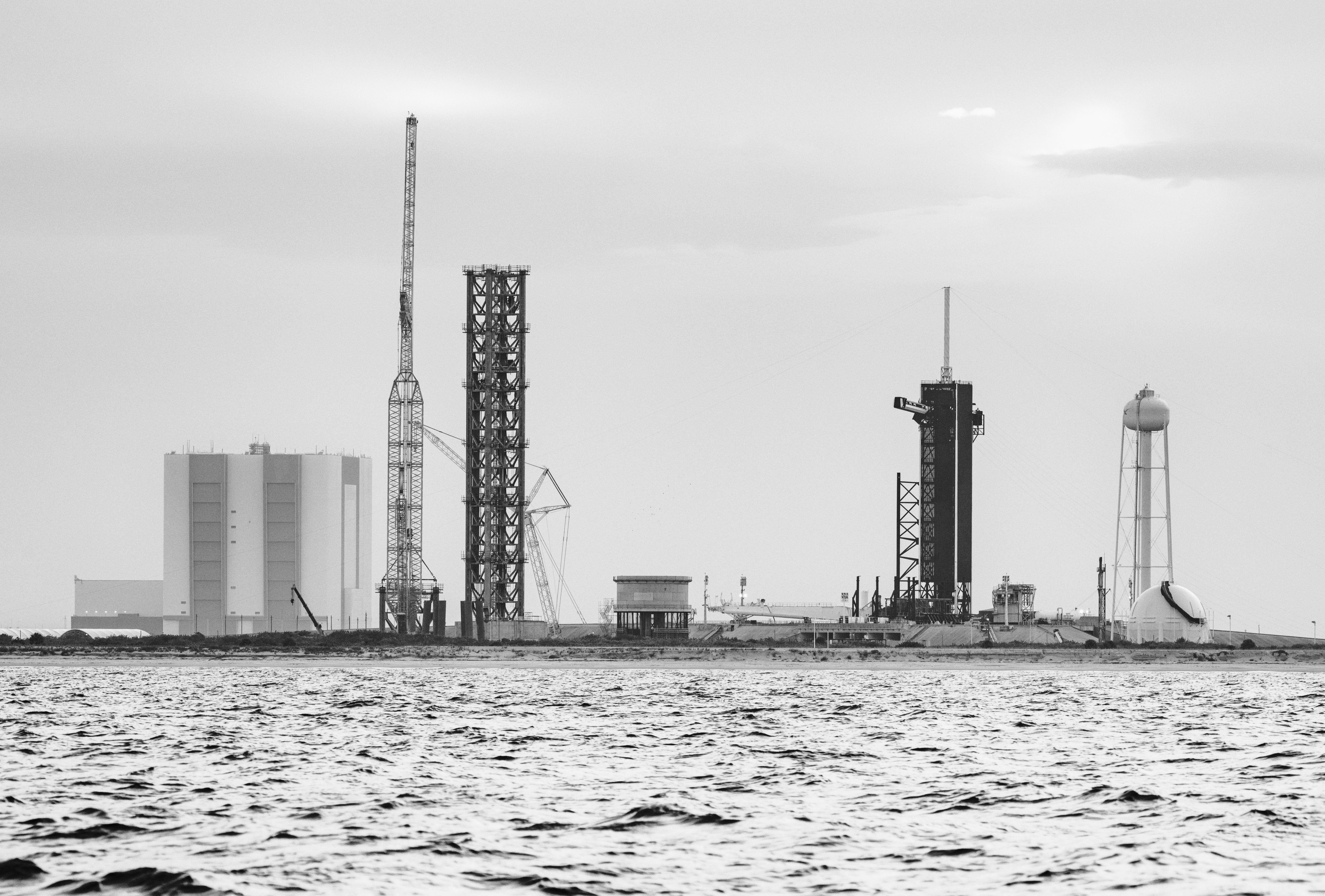
De Starship-lanceertoren in aanbouw op Complex 39A

In het voorjaar van 2022 werden de eerste segmenten voor de lanceertoren op de Roberts Road Facility geconstrueerd. In de nacht van 15 op 16 juni werd het eerste segment naar LC-39A verplaatst. In de maanden daarvoor waren de fundering van de toren en de zes pilaren waarop het lanceerplatform komt te liggen geplaatst. Ook werd er al gewerkt aan een tankfarm voor Starship. Op 16 september 2022 werd het bovenste torensegment op de toren geplaatst. In de maand daarna werden de vangarmen aan de toren bevestigd. Pas in maart 2024 zou de constructie van dit platform verder gaan. Die maand werd de klemmen-ring waarin de onderzijde van raket voor de lancering wordt geplaatst op satellietbeelden waargenomen bij Hangar-M van het Kennedy Space Center. Opvallend was dat in de maanden daarop de reeds aangebrachte poten voor een platform werden verwijderd. Dit gebeurde omdat SpaceX een vernieuwd ontwerp voor het Starship platform heeft en dat voor zowel LC-39A als Starbase OLM-2 wil gebruiken.
Op 15 februari 2024 lanceerde SpaceX met een Falcon 9 de eerste Nova-C-maanlander. Omdat deze methaan als brandstof gebruikt, moesten de Falcon-lanceerinrichting en raket worden aangepast met een methaan-aansluiting. Deze aanpassing werd ontworpen en uitgevoerd door SpaceX’ Starship-team dat al veel ervaring met Methaan heeft.

#### Landingsplaats Falcon-boosters
Op 1 januari 2025 werd uit een vergunning aanvraag duidelijk dat SpaceX plannen heeft om bij zowel Complex LC-39A als Complex SLC-40 een landingsplaats voor Falcon-boosters te bouwen. In 2023 werd het nieuwe leasecontract voor Cape Canaveral complex SLC-13 waar SpaceX Landing Zones 1 & 2 had aan twee andere bedrijven toegewezen. Zodra die er hun activiteiten ontplooien kan SpaceX het niet meer gebruiken. De nieuwe landingsplaatsen  zullen LZ-1 & 2 vervangen.

### Platform B

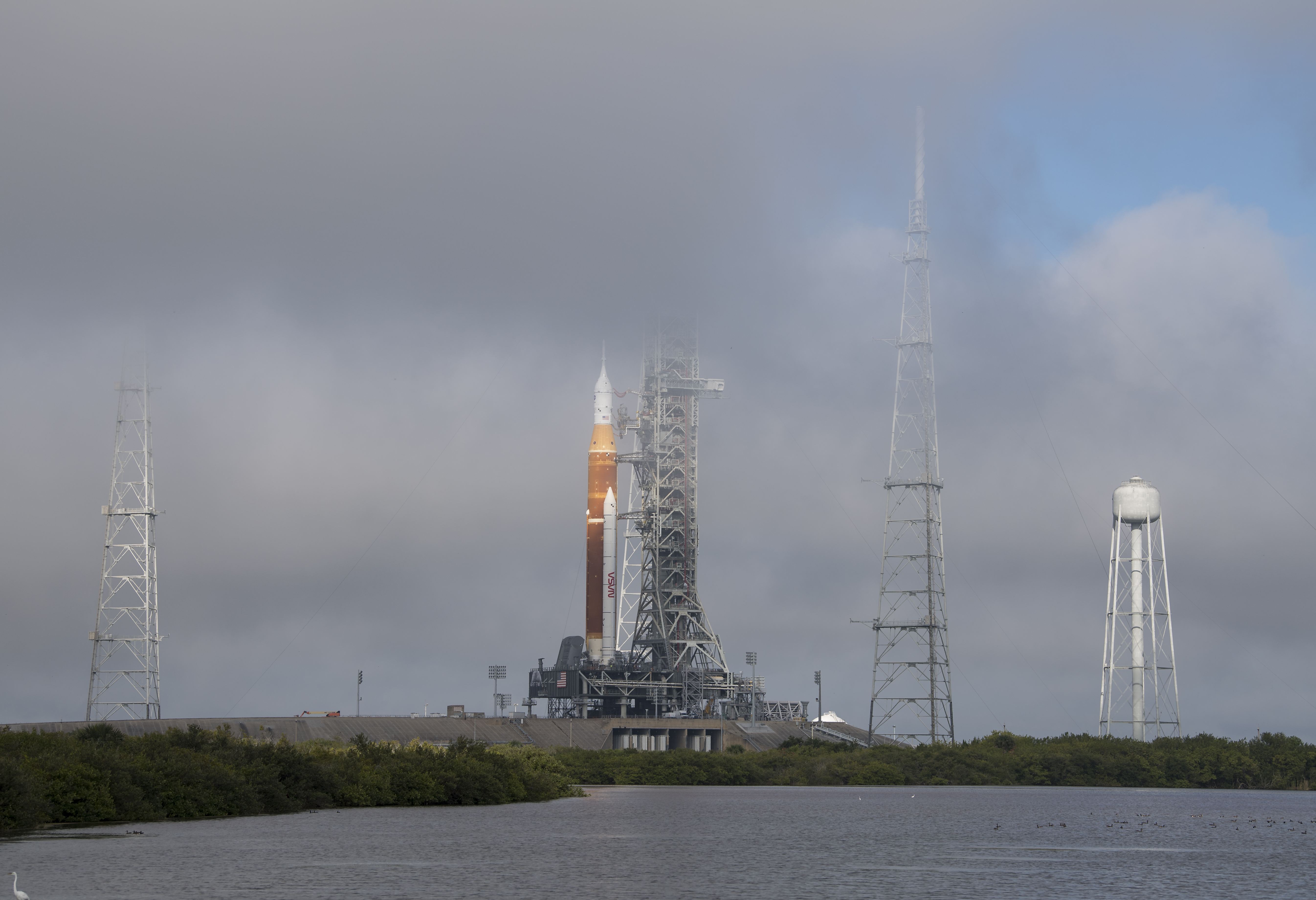
In maart 2022 stond er voor het eerst een SLS-raket op platform 39B

De shuttlegerelateerde serviceconstructie van platform B is volledig gesloopt om plaats te maken voor de mobiele lanceertoren van het Space Launch System (SLS) en het daarbij horende ruimteschip Orion. Ook werden alle brandstofleidingen, bedrading en water-dempingssystemen, die ooit voor de voorgaande raketten waren aangelegd verwijderd tot alleen de betonnen constructie was over gebleven. Hierop werd het complex weer als een clean pad ingericht.  
NASA heeft de intentie om platform B in de periodes tussen de SLS-lanceringen (SLS/Orion lanceert tot 2024 waarschijnlijk maar twee keer en daarna hooguit eens per jaar) te verhuren aan commerciële ruimtevaartbedrijven die mobiele lanceertorens voor hun eigen raketten op het platform kunnen zetten. Daarmee lijkt de situatie van platform B weer op de situatie ten tijde van het Apolloprogramma. 
Orbital ATK (inmiddels Northrop Grumman Space Systems) en NASA gaven in 2016 te kennen in onderhandeling te zijn over verhuur van LC-39B en een "highbay" in het VAB ten behoeve van de Next Generation Launcher. De intermediate versie van deze raket die later werd omgedoopt tot OmegA moest volgens planning in 2022 voor het eerst vanaf platform B lanceren. De aanpassingen van Highbay 2 en mobiel lanceerplatform MLP-3 voor de OmegA waren in augustus 2019 van start gegaan en vorderden flink. Maar toen de US Space Force in augustus 2020 de OmegA niet voor de tweede fase van het NSSL-programma selecteerde besloot Northrop Grumman de raket te annuleren. 
Het mobiele lanceerplatform MLP-1, dat eerder al voor de Ares I werd aangepast, is nu aangepast voor SLS Block I. De torenconstructie van het Ares-platform kon in aangepaste vorm blijven. In plaats van één vuurgat heeft het platform nu drie vuurgaten. Ook de drie bliksemafleiders die voor Ares I werden geplaatst, worden voor het SLS hergebruikt. 
Voor de latere Block IB- en Block II-uitvoeringen van het SLS zal onder meer een nieuw mobiel platform met lanceertoren worden gebouwd en het VAB nogmaals aangepast moeten worden. Platform MLP-2 is daarvoor reeds gereserveerd. Platform 39B wordt aangestuurd vanuit Firingroom 1 van het Launch Control Center dat naast het Vehicle Assembly Building staat.
Op 16 november 2022 werd Artemis I, de eerste, nog onbemande, SLS-Orion met succes gelanceerd. De schade aan de lanceerinstallatie bleek achteraf groter dan NASA had verwacht.

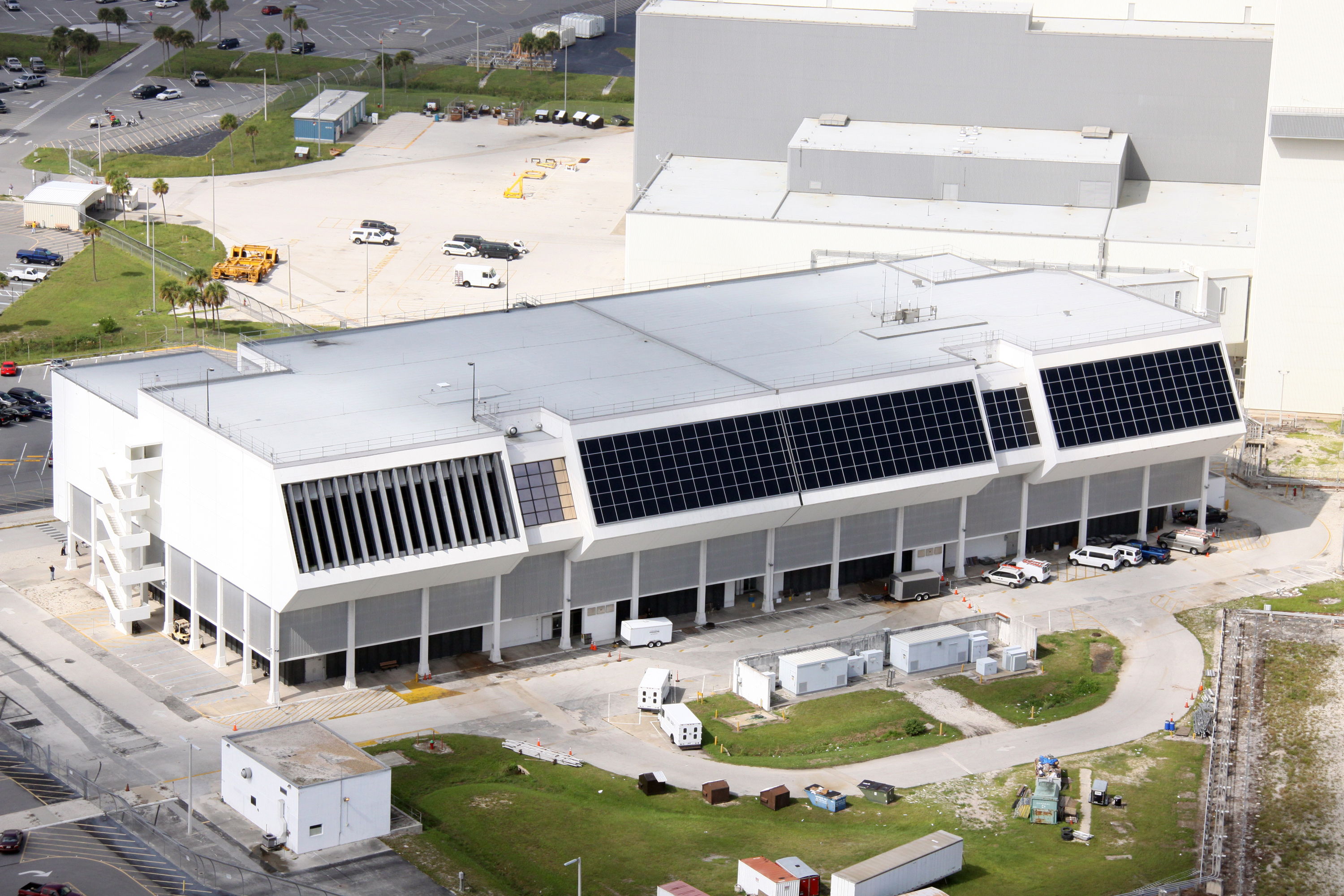
het lanceercentrum met vier Firing rooms vanwaaruit sinds de jaren 60 de lanceringen op LC-39 worden aangestuurd

### Platform C
In 2015 werd direct naast platform B binnen de grenzen van dat complex een kleiner derde platform, 39C, gebouwd. De bedoeling was zogenaamde startup-bedrijven ruimte te bieden om er nieuwe, kleine raketten te lanceren. Meerdere kleine lanceerservices hadden echter aangegeven niet vanaf LC-39C te willen lanceren omdat dit te dicht bij LC-39B ligt en de planning van lanceringen op het ene platform lanceringen op het andere platform in de weg zou zitten. 
Daarnaast zijn ook LC-46 op het nabij gelegen Cape Canaveral Air Force Station en de Mid-Atlantic Regional Spaceport op Wallops Island in Virginia geschikt voor lichte lanceertuigen met mobiele lanceerplatforms. Ook de staat Georgia probeerde zich in de markt voor lichte commerciële lanceringen te mengen met hun plan voor ruimtehaven Spaceport Camden. Om die reden werd het platform in 2016 zonder ooit gebruikt te zijn alweer gedeactiveerd. 
Daarop onderzocht NASA in samenwerking met Space Florida de mogelijkheid om lanceercomplexen LC-48 en LC-49 op het Kennedy Space Center aan te leggen voor kleinere lanceertuigen. Het eerste platform van LC-48A is op 22 december 2020 geopend voor gebruik, en ligt ten zuiden van LC-39A. Voor LC-49 waren in 2020 nog geen concrete bouwplannen. In 2022 heeft SpaceX interesse in dat platform getoond. In hun plannen wordt LC-49 echter geen klein platform maar een Starship-platform.